# Línea 205 (Santiago de Chile)
La Línea 205 de Red (anteriormente llamado Transantiago) une Santiago Centro con el sector sur de Puente Alto, recorriendo la Avenida Santa Rosa. Además, opera en horas punta un servicio corto, denominado 205c, con  trazado reducido del recorrido principal y deteniéndose sólo en algunas paradas.
El 205 es uno de los recorridos principales del sector centro de Santiago, así como también de acceso a la Avenida Santa Rosa y también hacia la comuna de Puente Alto, acercándolos en su paso, también a la Avenida Gabriela y a través de la Doctor Eduardo Cordero.
Forma parte de la Unidad 2 del Transantiago, operada por Subus Chile, correspondiéndole el color azul a sus buses.

## Flota
El 205 opera con buses de chasis Volvo, entre los cuales se cuenta el articulado B8RLEA, de 18,5 metros de largo y con capacidad de 160 personas aproximadamente. También figura en su flota el bus rígido de chasis Volvo B8R-LE, de 12 metros con capacidad cercana a las 90 personas. Todos estos buses son carrozados por Marcopolo, con los modelos Torino Low Entry (Rigido, puertas a ambos lados) y Gran Viale BRT (Articulado). Estos últimos son construidos en Colombia.

## Historia
La 205 inició sus operaciones junto con el plan Transantiago el 10 de febrero de 2007. En ese instante, operaba con buses "enchulados", la mayoría heredados de empresas de micros amarillas cuyos terminales estaban cercanos a Santiago Centro.
En 2008, el servicio reemplazó su flota por la actual, y al mismo tiempo, se crea el 205c, pero para unir a Puente Alto con La Granja, solo en horario punta tarde.
Finalmente, en octubre del 2012, se elimina el corto 205c para que la flota pasara a reforzar el 205 regular. No obstante, dicha variante corta fue repuesta en 2020, esta vez operando en ambos horario punta.

## Trazado

### 205 Santiago - Puente Alto[2]
| - Comuna de Santiago - Av. Libertador Bernardo O'Higgins - Carmen - Curicó - Tarapaca - San Francisco - Av. Santa Rosa - Comuna de San Miguel y San Ramón - Av. Santa Rosa - Comuna de La Pintana - Av. Santa Rosa - Av. Gabriela - Comuna de Puente Alto - Av. Gabriela - Av. Concha y Toro - Arturo Prat - Tocornal Grez - Sargento Menadier - Av. Concha y Toro | - Comuna de Puente Alto - Balmaceda - Doctor Eduardo Cordero - Av. Concha y Toro - Av. Gabriela - Comuna de La Pintana - Av. Gabriela - Av. Santa Rosa - Comuna de La Granja y San Joaquín - Av. Santa Rosa - Comuna de Santiago - Santa Rosa - Av. Libertador Bernardo O'Higgins |

## Puntos de Interés
- Metro Santa Lucia
- Metro Matta
- Metro Bío Bío
- Servicio de Salud Metropolitano Sur
- Municipalidad de San Joaquín
- Santa Isabel Santa Rosa
- Unimarc Santa Rosa
- Metro Santa Rosa
- Municipalidad de La Granja
- Municipalidad de La Pintana
- Municipalidad de Puente Alto
- Metro Protectora de la Infancia
- Metro Las Mercedes
- Metro Plaza de Puente Alto